# Nicolas de Nancel
Nicolas de Nancel dit Nancelius Trachyenus Noviodunensis, né en 1539 à Tracy-le-Mont (Oise) et mort en 1610, est un médecin et humaniste français.

## Biographie

### Médecin humaniste
Né dans une famille pauvre, Nicolas obtient une bourse et fut appelé par ses amis, pour étudier au collège de Presles, dont le principal est alors Pierre de La Ramée dit Ramus. Nicolas de Nancel est reçu maître ès arts à treize ans ; à quinze ans, il fait partie des élèves de Ramus qui doivent soutenir devant Henri II qu'un roi doit être à la fois guerrier et philosophe. A dix-huit, il enseigne le grec et le latin à Presles, puis étudie la médecine. En 1562, chassé par la seconde guerre de religion, il occupe la chaire de grec de l'université de Douai, en Flandres. De retour au collège de Presle, en 1565, il poursuit ses études de médecine. Il  exerce à Soissons, mais son état ne lui permet pas d'y vivre décemment et il s'installe à Tours en 1569. Il y épouse l'an suivant Catherine Loiac, veuve de 27 ans, qui lui apporte deux mille écus de dot. Il eut à y affronter la peste, qu'il décrivit, et contre laquelle il écrivit un livre. En 1587,  il sollicite une place de médecin auprès d'Éléonore de Bourbon, abbesse de Fontevraud, l'obtient et y demeure jusqu'à sa mort en 1610, y laissant la réputation d'un homme savant, mais bizarre. Son fils, Pierre, publie après sa mort, certains de ses ouvrages, dont l' Analogia Microcoscomi.

### Quelques anecdotes
Vers 1579, il entretint une polémique avec le docteur Henri Etienne. Lui ayant proposé ses services pour faire publier une compilation des médecins de l'Antiquité, l'érudit répondit qu'il n'aurait pas loisir de faire emploi des travaux de Nancel, qu'il venait depuis peu de jours de publier lui-même une collection où étoient contenus la plupart de ces médecins. Nancel l'accusa alors d'avoir compilé des ouvrages grecs plutôt que latins et encore de mauvaises traductions. À quoi Etienne répondit qu'il avait fait l'ouvrage à sa façon, et que Lancel pouvait faire le sien à la sienne.
A Tours, de 1589 à 1594, il loua par l'intermédiaire de son imprimeur Jamet Mettayer, qui était aussi son locataire rue de la Sellerie, une partie de son hôtel, situé rue Traversayne, au mathématicien François Viète ; leur cohabitation semble difficile et les deux hommes évitèrent de peu un procès. Mettayer édita pour Nancel ses traductions latines : De Deo, De Immortalitate Anime et De Sede Animae in corpore. Nancel se plaignait souvent des libraires et des imprimeurs, pour ce qu'ils ne pensaient pas comme lui
Il était très intéressé par la médecine. Mais dans son livre sur la peste et des moyens de la guérir, il recommande de mélanger des fientes de pigeons et de rats pour en badigeonner les bubons. Plus sagement, il y recommande aussi de vider les étangs pestilentiels et les cloaques ou de les nettoyer à grandes eaux.
La peste était arrivée à Tours en 1582 de Paris où elle sévissait depuis longtemps, dit Nancel ; elle avait été apportée par forains et pérégrins qui, par changement d'air, se pensaient sauver. 
Pour en comprendre les symptômes, il interroge les médecins qui ont soigné les malades. L'un d'eux écrit :
Monsieur, suivant votre mandement, j'ai observé les personnes frappées de peste ; au commencement, douleur de teste, d'estomach, vomissements, tremblements, sueurs froides, petite altération par tout le discours de la maladie. Es aultres se trouvent ordinairement dès le premier jour, une faiblesse extrême, palpitations et battements de cœur, sommeil profond, les sens et entendements engourdis et appesantis ; chaleur en dedans, froid au dehors, syncope, inquiétudes, difficulte d'haleine et autres que j'ai compris par ci-devant.
La peste se manifesta de nouveau en 1589 et au mois de septembre 1597, le 29 août 1605, en 1626, (le 2 septembre), et à  l'automne de 1630. Nancel, dans son livre la dit liée à des saisons où l'air est nébuleux, couvert, calme, chaud, étouffé ; presque toujours sans pluie ni autre vent que celui du midi ; la température fort inégale, tantôt chaude, tantôt froide ; la terre desséchée,   les arbres couverts de chenilles ; l'été anticipant le printemps, et l'hiver venant avant l'automne...
Dans un de ses ouvrages,  Stichologia greca lalinaque, il voulut, sans raison, assujettir la poésie française aux règles de la poésie grecque et de la poésie latine. Ce projet singulier le couvrit de ridicule.
Enfin, c'est par Nancel que nous savons que Ramus se laissait aller souvent à rire et que parfois, il riait en chaire. Nancel avait vécu vingt ans dans l'intimité de Ramus et avait vu sa maison natale ; il avait traduit pour son professeur divers travaux, dont des livres de mathématiques. À la mort de ce savant, Nancel fit le voyage de Tours à Paris pour comprendre comment son ancien maître avait été assassiné, au collège de Presles, deux jours après la Saint-Barthélemy.
« Je me tairai, dit-il, sur la cause et les circonstances de sa mort; mais je crois pouvoir raconter brièvement, sans blesser personne, comment Ramus, malgré la volonté et la défense du roi et de la reine, fut mis à mort par d'infâmes sicaires gagnés à prix d'argent. » 
Nancel se refusait à nommer explicitement celui que tous accusaient déjà, Jacques  Charpentier, rival jaloux et mauvais mathématicien qui avait pris la suite de Ramus à la chaire de mathématiques du collège royal. Dans une lettre qu'il écrivit à Joseph Juste Scaliger le 15 octobre 1594, il affirma qu'à la Saint-Barthélemy « Ramus avait péri sous les coups et par les embûches de ses ennemis et de ses envieux ».

## Publications
- Les Triomphes et magnificences faictes à l'entrée de Monseigneur, filz de France et frere unicque du Roy, en la ville de Tours, le vingthuictième jour d'aoult MDLXXVI, par les maires, eschevins, manans et habitans de ladicte ville de Tours, par Nicolas de Nancel, médecin à Tours.
- Stichologia graeca latinaque in formanda et reformanda (Paris : 1579).
- Discours très-ample de la peste et des moyens de la sceller par prières et très sainte conversion (Paris : 1581) disponible ici ou ici
- Le Miroir des rois et des princes d'Agapetus envoyé en grec à l'empereur Justinien (1582). Traduction effectuée pour Dom Antonio, prétendant au trône de Portugal, alors à Tours.
- Petri Rami... vita (Paris : 1599). Il s'agit d'une vie de Pierre de La Ramée, composée probablement vers 1581.
- Declamationum liber (Paris : 1600).
- Analogia microcosmi ad macrocosmum, id est, relatio et propositio universi ad hominem (Paris : 1611).